# Jana Wjatscheslawowna Kirpitschenko
Jana Wjatscheslawowna Kirpitschenko (russisch Яна Вячеславовна Кирпиченко; bei der FIS nach englischer Transkription Yana Kirpichenko; * 22. Januar 1996 in Barnaul) ist eine russische Skilangläuferin.

## Werdegang
Kirpitschenko startete im November 2012 in Werschina Tjoi erstmals im Eastern-Europe-Cup und belegte dabei den 74. Platz über 5 km Freistil und die Plätze 67 und 62 im Sprint. Bei den Nordischen Junioren-Skiweltmeisterschaften 2015 in Almaty gewann sie die Silbermedaille mit der Staffel. In den Einzelrennen errang sie dort den 14. Platz im Sprint und den vierten Platz im Skiathlon. Im folgenden Jahr holte sie bei den Juniorenweltmeisterschaften in Râșnov die Bronzemedaille mit der Staffel. Zudem kam sie dort auf den 24. Platz im Sprint, auf den 16. Rang über 10 km Freistil und auf den achten Platz über 5 km klassisch. Bei den U23-Skiweltmeisterschaften 2017 in Soldier Hollow gewann sie Bronze im Skiathlon und belegte im Sprint den 19. Platz und über 10 km Freistil den sechsten Rang. Im Februar 2017 wurde sie in Syktywkar russische U23-Meisterin im Skiathlon. Nach drei ersten Plätzen bei FIS-Rennen in Tjumen zu Beginn der Saison 2017/18 hatte sie bei der Tour de Ski 2017/18 in Lenzerheide ihr Debüt im Skilanglauf-Weltcup, das sie auf dem 71. Platz im Sprint beendete. Im Val di Fiemme holte sie bei der fünften Touretappe mit dem 29. Platz im 10-km-Massenstartrennen ihre ersten Weltcuppunkte. Die Tour beendete sie auf dem 30. Platz. Bei den U23-Skiweltmeisterschaften im Januar 2018 in Goms gewann sie die Bronzemedaille im Skiathlon und die Goldmedaille über 10 km klassisch. Zudem errang sie dort den fünften Platz im Sprint und den vierten Platz im Skiathlon. Im folgenden Monat wurde sie in Syktywkar russische U23-Meisterin über 10 km Freistil.
In der Saison 2018/19 errang Kirpitschenko beim Eastern-Europe-Cup in Krasnogorsk über 15 km klassisch und beim Scandinavian-Cup in Vuokatti über 10 km klassisch jeweils den dritten Platz. Bei den U23-Skiweltmeisterschaften 2019 in Lahti lief sie auf den 17. Platz im Sprint, auf den achten Rang über 10 km Freistil und auf den vierten Platz im 15-km-Massenstartrennen. Im März 2019 holte sie bei der Winter-Universiade in Krasnojarsk über 5 km klassisch, in der Verfolgung und im 15-km-Massenstartrennen jeweils die Bronzemedaille und mit der Staffel die Goldmedaille. Nach Platz 33 beim Ruka Triple zu Beginn der Saison 2019/20, lief sie bei der Tour de Ski 2019/20 auf den 21. Platz und bei der Skitour auf den 37. Platz und errang damit den 44. Platz im Gesamtweltcup. In der Saison 2020/21 belegte sie den 36. Platz beim Ruka Triple und den 13. Rang bei der Tour de Ski 2021 und erreichte damit den 21. Platz im Gesamtweltcup und den 16. Rang im Distanzweltcup. Beim Saisonhöhepunkt, den Nordischen Skiweltmeisterschaften 2021 in Oberstdorf, gewann sie die Silbermedaille mit der Staffel. Zudem lief sie auf den 12. Platz im 30-km-Massenstartrennen und auf den zehnten Rang im Skiathlon. Im Sommer 2021 wurde sie bei den Rollerski-Weltmeisterschaften im Fleimstal Achte über 10 km Freistil und Fünfte im 13-km-Massenstartrennen.

## Platzierungen im Weltcup

### Weltcup-Statistik
Die Tabelle zeigt die erreichten Platzierungen im Einzelnen.
- 1.–3. Platz: Anzahl der Podiumsplatzierungen
- Top 10: Anzahl der Platzierungen unter den ersten zehn
- Punkteränge: Anzahl der Platzierungen innerhalb der Punkteränge
- Starts: Anzahl gelaufener Rennen in der jeweiligen Disziplin
- Hinweis: Bei den Distanzrennen erfolgt die Einordnung gemäß FIS.

| Platzierung               | Distanzrennen a | Distanzrennen a | Distanzrennen a | Distanzrennen a | Distanzrennen a | Skiathlon Verfolgung | Sprint | Etappen- rennen b | Gesamt | Team   | Team    |
| Platzierung               | ≤ 5 km          | ≤ 10 km         | ≤ 15 km         | ≤ 30 km         | > 30 km         | Skiathlon Verfolgung | Sprint | Etappen- rennen b | Gesamt | Sprint | Staffel |
| ------------------------- | --------------- | --------------- | --------------- | --------------- | --------------- | -------------------- | ------ | ----------------- | ------ | ------ | ------- |
| 1. Platz                  |                 |                 |                 |                 |                 |                      |        |                   |        |        |         |
| 2. Platz                  |                 |                 |                 |                 |                 |                      |        |                   |        |        |         |
| 3. Platz                  |                 |                 |                 |                 |                 |                      |        |                   |        |        |         |
| Top 10                    |                 | 3               |                 |                 |                 |                      |        |                   | 3      |        | 5       |
| Punkteränge               |                 | 18              |                 |                 |                 | 9                    |        | 3                 | 30     |        | 5       |
| Starts                    |                 | 26              |                 | 1               | 1               | 13                   | 14     | 6                 | 61     |        | 5       |
| Stand: Saisonende 2021/22 |                 |                 |                 |                 |                 |                      |        |                   |        |        |         |

### Weltcup-Gesamtplatzierungen
| Saison  | Gesamt | Gesamt | Distanz | Distanz |
| Saison  | Punkte | Platz  | Punkte  | Platz   |
| ------- | ------ | ------ | ------- | ------- |
| 2017/18 | 9      | 95.    | 5       | 74.     |
| 2019/20 | 135    | 44.    | 95      | 30.     |
| 2020/21 | 303    | 21.    | 223     | 13.     |
| 2021/22 | 15     | 87.    | 15      | 53.     |